# The Probability of Going From Friends to Lovers
The Probability of Going From Friends to Lovers (Hangul: 경우의 수; RR: Chingueseo Yeonini Dweneun Kyungwooui Soo, lit. Number of Cases, también conocida como More Than Friends) es una serie de televisión surcoreana, protagonizada por Ong Seong-wu, Shin Ye-eun y Kim Dong-jun. Se emitió del 25 de septiembre al 28 de noviembre de 2020, a través de JTBC.

## Sinopsis[3]
Kyung Woo-yun y Lee Soo han sido amigos durante años y han estado enamorados el uno del otro por más de 10 años; sin embargo, debido a una serie de malentendidos, nunca han logrado concretar sus emociones.
Lee Soo es un joven atractivo y capaz que trabaja como un fotógrafo, y en ocasiones es confundido como modelo. Mientras que Woo-yun, es una calígrafa que ha estado enamorada de Lee Soo desde que tenía 18 años.

## Reparto[10]

### Personajes principales
| Actor                    | Personaje     | Núm. de episodios | Notas |
| ------------------------ | ------------- | ----------------- | --- |
| Shin Ye-eun Shim Hye-yun | Kyung Woo-yun | 16 7              | Es una atractiva calígrafa y amiga de Lee Soo, de quien ha estado enamorada por años. Es buena amiga de Han Jin-joo, Kim Young-hee, Jin Sang-hyuk y Shin Hyun-jae. |
| Ong Seong-wu Ha Yi-an    | Lee Soo       | 16 2-3            | Es un fotógrafo cuyas habilidades y apariencia atractiva lo convierten en el centro de atención donde quiera que vaya. Es amigo de Kyung Woo-yun, de quien está enamorado. |
| Kim Dong-jun             | Ohn Jun-soo   | 16                | Es un hombre que tiene todo lo que alguien puede desear, desde riqueza y apariencia atractiva hasta una personalidad amable. Jun-soo se ha cerrado al amor después de una dolorosa experiencia con su primer amor, sin embargo encuentra el amor una vez más cuando conoce a Kyung Woo-yun, por lo que hará varios intentos audaces para ganarse su corazón. Cuando conoce a Woo-yun pronto se siente atraído por ella.                                   |
| Pyo Ji-hoon (P.O)        | Jin Sang-hyuk | -                 | Es el positivo, apasionado y diligente propietario de un restaurante-bar coreano llamado "Tonight". Es buen amigo de Kyung Woo-yun, Lee Soo, Han Jin-joo, Kim Young-hee y Shin Hyun-jae. Siempre sonríe, aunque las situaciones sean difíciles y sigue adelante con una mentalidad positiva. Aunque a veces parece infantil, es una persona leal, que ama y aprecia a sus amigos. Está enamorado de Han Jin-joo y poco después comienza a salir con ella. |
| Baek Soo-min             | Han Jin-joo   | -                 | Es una de las mejores amigas de Kyung Woo-yun y Kim Young-hee. Trabaja como fiscal, es una mujer inteligente que puede resolver casi cualquier problema que se le presenta, con una excepción: las citas. Es incapaz de encontrar a su pareja perfecta, sin embargo más tarde la encuentra en Sang-hyuk y comienzan a salir. Tiene el hábito de pedir bebidas cada vez que visita el bar "Tonight".                                                       |
| Ahn Eun-jin Ahn Se-bin   | Kim Young-hee | - 6, 15           | Es una de las mejores amigas de Kyung Woo-yun y Han Jin-joo. Es directa con los demás, aunque a veces lo que diga sea doloroso, sus hombros siempre están cargados con la carga de sus responsabilidades y su sueño es vivir una vida normal. Tiene una relación de más de diez años con Shin Hyun-jae. |
| Choi Chan-ho             | Shin Hyun-jae | -                 | Es uno de los mejores amigos de Lee Soo y Jin Sang-hyuk. Lleva saliendo con Kim Young-hee por más de diez años. Es un profesor de ética, proveniente de una familia de educadores. También es amigo de Kyung Woo-yun y Han Jin-joo. |

### Personajes secundarios
| Actor                     | Personaje       | Núm. de episodios | Notas                                                                                     |
| ------------------------- | --------------- | ----------------- | ----------------------------------------------------------------------------------------- |
| Kim Hee-jung              | Choi Won-jung   | -                 | Es la elegante madre de Lee Soo, así como una famosa pintora, tiene una actitud refinada. |
| Ahn Nae-sang              | Lee Young-hwan  | -                 | Es el padre de Lee Soo.                                                                   |
| Jo Ryeon                  | Park Mi-sook    | -                 | Es la madre de Kyung Woo-yun.                                                             |
| Seo Sang-won              | Kyung Man-ho    | -                 | Es el padre de Kyung Woo-yun.                                                             |
| Yoon Bok-in               | Oh Yoon-ja      | -                 | Es la madre de Kim Young-hee.                                                             |
| Kim Dan-yool Yang Hee-jae | Kim Chul-soo    | 5-6 -             | Es el hermano menor de Kim Young-hee.                                                     |
| Oh Hee-joon               | Min Sang-shik   | -                 | Es un empleado de la compañía "Eunyu Publishing".                                         |
| Ahn Jung-ho               | Park Young-shin | -                 | Es un compañero de trabajo de Han Jin-joo en la oficina del fiscal.                       |
| Kim Yoon-joo              | Kim Hyun-jung   | 1                 | Es una asistente y colega de trabajo de Han Jin-joo en la oficina del fiscal.             |
| Jung Mi-hyung             | Min-ah          | 3, 5              | Es una empleada de "LD International".                                                    |
| Choo Kwi-jung             | -               | 2-4               | Es la gerente de "Tiger Sugar".                                                           |
| Kang Yoon-je              | Jun-young       | -                 | Es un empleado de "Tiger Sugar".                                                          |
| Jang Min-young            | -               | -                 | Es una empleada de "Eunyu Publishing".                                                    |
| Shin Woo-hee              | -               | -                 | Es una empleada de "Eunyu Publishing".                                                    |

### Otros personajes
| Actor           | Personaje      | Episodio(s) donde apareció | Notas                                                                                |
| --------------- | -------------- | -------------------------- | ------------------------------------------------------------------------------------ |
| Lee Woo-shin    | -              | 1                          | Es el director de la escuela "Jinha High School".                                    |
| Noh Hee-joong   | Ki-an          | 1, 8                       | Es un maestro de la escuela "Jinha High School".                                     |
| Eom Ji-man      | -              | 1                          | Es el decano de los estudiantes de la escuela "Jinha High School".                   |
| Park Eun-woo    | -              | 1                          | Es la amiga de Hwang Ji-hyun durante sus estudios en la escuela "Jinha High School". |
| Jeon Hyun-sook  | -              | 1, 3                       | Es la dueña de un restaurante.                                                       |
| Baek Seo-yi     | Hwang Ji-hyun  | 1, 4                       | Es una empleada de la escuela "Jinha High School".                                   |
| Choi Bo-kwang   | -              | 2                          | Es la dueña de la librería en Jeju.                                                  |
| Sung Ki-yoon    | -              | 2-3                        | Es el dueño del "Jieum Guesthouse".                                                  |
| Song Da-eun     | Hye-won        | 3, 7                       |                                                                                      |
| Kim Sun-hwa     | Lee Yeon-kyung | 3                          | Es una escritora de la compañía "Eunyu Publishing".                                  |
| Chun Jung-ha    | -              | 3                          | Es una actriz de la serie dramática.                                                 |
| Jung Young-hoon | -              | 3                          | Es el hermano de Ohn Jun-soo.                                                        |
| Hwang Min-ho    | -              | 3, 5                       | Es un gerente de "LD International".                                                 |
| Jung Chan-woo   | Dr. Kim        | 3-4                        | Es un doctor.                                                                        |
| Jung Young-keum | -              | 4, 13                      | Es la madre de Shin Hyun-jae.                                                        |
| Kim Ha-jin      | -              | 4, 13                      | Es la hermana mayor de Shin Hyun-jae.                                                |
| Lee Sae-byul    | -              | 4                          | Es la hermana de Shin Hyun-jae.                                                      |
| Seo Suk-gyu     | -              | 4                          | Es el compañero de trabajo de Shin Hyun-jae.                                         |
| Ha Min          | -              | 5, 15                      | Es la madre de Han Jin-joo.                                                          |
| Song Ha-hyun    | -              | 5                          | Es un pequeño en la tienda.                                                          |
| Pyun Ji-sung    | -              | 7                          | Es el primer amor de Han Jin-joo.                                                    |
| Chu Yeon-gyu    | Choi Jung-hyun | 7-8, 14                    | Es un productor.                                                                     |
| Son Suk-bae     | Park Sang-hoon | 7                          | Es un investigador de la oficina del fiscal.                                         |
| Kim Jin-goo     | -              | 7                          | Es el casero de Jin Sang-hyuk.                                                       |
| Hwang Jung-yoon | -              | 8                          | Es la mujer con la billetera.                                                        |
| Son Young-sun   | -              | 9, 11                      | Es la mujer mayor en el mercado de pescado.                                          |
| Kim Shin        | Kim Eun-soo    | 10                         |                                                                                      |
| Yang Jung-min   | -              | 10                         | Es la novia.                                                                         |
| Joo Jin-soo     | -              | 11                         | Es la cita a ciegas de Han Jin-joo.                                                  |
| Kim Soo-yeon    | -              | 11                         | Es una empleada de "Tiger Sugar".                                                    |
| Bae Da-bin      | Kwon Yoo-ra    | 11-13                      | [ 23 ]                                                                               |
| Kim Sun-ik      | -              | 12                         | Es un detective.                                                                     |
| Kim Min-seung   | -              | 12                         | Es el pequeño vecino de Lee Soo.                                                     |
| Lim Yong-soon   | -              | 15                         | Es el padre de Han Jin-joo.                                                          |
| Song In-seob    | -              | 15                         | Es un personal de la galería del arte.                                               |

### Apariciones especiales
| Actor    | Personaje | Episodio(s) donde apareció | Notas                                             |
| -------- | --------- | -------------------------- | ------------------------------------------------- |
| Woo Hyun | Mr. Han   | 2                          | Es un escritor de la compañía "Eunyu Publishing". |

## Episodios
La serie está conformada por 16 episodios, los cuales fueron emitidos todos los viernes y sábados a las 11:00 (KST).

### Ratings
Los números en color rojo indican las calificaciones más bajas, mientras que los números en azul indican las calificaciones más altas.
| Ep.      | Título                                                   | Fecha de emisión         | Cuota de audiencia promedio a nivel nacional |
| -------- | -------------------------------------------------------- | ------------------------ | -------------------------------------------- |
| 1        | Chapter 1: More Than Friends                             | 25 de septiembre de 2020 | 1.510%                                       |
| 2        | Chapter 2: Wind, Wind, Wish                              | 26 de septiembre de 2020 | 1.438%                                       |
| 3        | Chapter 3: After the Curse is Broken                     | 9 de octubre de 2020     | 1.612%                                       |
| 4        | Chapter 4: To Catch a Tiger, Go Into the Tiger's Den     | 10 de octubre de 2020    | 1.611%                                       |
| 5        | Chapter 5: Objects in Mirror are Closer Than They Appear | 16 de octubre de 2020    | 1.336%                                       |
| 6        | Chapter 6: What the Shepherd Boy Did Not Know            | 17 de octubre de 2020    | 1.572%                                       |
| 7        | Chapter 7: Where Did the Curse Go?                       | 23 de octubre de 2020    | 1.318%                                       |
| 8        | Chapter 8: Opportunities Lost Become Regrets             | 24 de octubre de 2020    | 1.131%                                       |
| 9        | Chapter 9: The Function of Efforts                       | 30 de octubre de 2020    | 1.442%                                       |
| 10       | Chapter 10: Misunderstanding Called Understanding        | 31 de octubre de 2020    | 1.529%                                       |
| 11       | Chapter 11: The End                                      | 6 de noviembre de 2020   | 1.499%                                       |
| 12       | Chapter 12: A Wound Deeper Than Love                     | 7 de noviembre de 2020   | 1.412%                                       |
| 13       | Chapter 13: Attitude Towards What We Love Too Much       | 13 de noviembre de 2020  | 1.448%                                       |
| 14       | Chapter 14: Pinocchio's Nose Pushes People Away          | 14 de noviembre de 2020  | 1.311%                                       |
| 15       | Chapter 15: The Reason for Walking Away                  | 27 de noviembre de 2020  | 1.324%                                       |
| 16       | Chapter 16: Every Moment Was a Coincidence               | 28 de noviembre de 2020  | 1.260%                                       |
| Promedio | Promedio                                                 | Promedio                 | 1.422%                                       |

## Música
El OST de la serie está conformada por las siguientes canciones:

### Parte 1
| No. | Intérprete   | Canción                           | Letra         | Música        | Duración |
| --- | ------------ | --------------------------------- | ------------- | ------------- | -------- |
| 1   | Ha Sung-woon | "Is It a Coincidence?" (우연일까) | midnight y TM | midnight y TM | 3:20     |
| 2   |              | "Is It a Coincidence?" (Inst.)    | -             | midnight y TM | 3:20     |

### Parte 2
| No. | Intérprete | Canción             | Letra        | Música       | Duración |
| --- | ---------- | ------------------- | ------------ | ------------ | -------- |
| 1   | Ra.L       | "Highlight"         | Naomi y Ra.L | Ra.L y Rebin | 3:29     |
| 2   |            | "Highlight" (Inst.) | -            | Ra.L y Rebin | 3:29     |

### Parte 3
| No. | Intérpretes          | Canción               | Letra                     | Música      | Duración |
| --- | -------------------- | --------------------- | ------------------------- | ----------- | -------- |
| 1   | J_ust y Kim Chae-won | "Sweet Dream"         | Kim Eun-jae y Ryu Hye-nee | Kim Eun-jae | 3:18     |
| 2   |                      | "Sweet Dream" (Inst.) | -                         | Kim Eun-jae | 3:18     |

### Parte 4
| No. | Intérprete          | Canción                                     | Letra    | Música           | Duración |
| --- | ------------------- | ------------------------------------------- | -------- | ---------------- | -------- |
| 1   | Ben (Lee Eun-young) | "I'm Still Here" (오늘도 난 그 자리에 있어) | midnight | Gaemi y midnight | 4:32     |
| 2   |                     | "I'm Still Here" (Inst.)                    | -        | Gaemi y midnight | 4:32     |

### Parte 5
| No. | Intérprete             | Canción                   | Letra                     | Música                    | Duración |
| --- | ---------------------- | ------------------------- | ------------------------- | ------------------------- | -------- |
| 1   | Nakjoon (Bernard Park) | "Close Your Eyes"         | Kim Beom-ju y Kim Si-hyuk | Kim Beom-ju y Kim Si-hyuk | 3:47     |
| 2   |                        | "Close Your Eyes" (Inst.) | -                         | Kim Beom-ju y Kim Si-hyuk | 3:47     |

### Parte 6
| No. | Intérprete   | Canción                       | Letra            | Música           | Duración |
| --- | ------------ | ----------------------------- | ---------------- | ---------------- | -------- |
| 1   | Ong Seong-wu | "Late Regret" (왜 몰랐었을까) | Gaemi y midnight | Gaemi y midnight | 4:23     |
| 2   |              | "Late Regret" (Inst.)         | -                | Gaemi y midnight | 4:23     |

### Parte 7
| No. | Intérprete                      | Canción                | Letra                                  | Música                                        | Duración |
| --- | ------------------------------- | ---------------------- | -------------------------------------- | --------------------------------------------- | -------- |
| 1   | Yoo Yeon-jung (de Cosmic Girls) | "Spider Lily" (피안화) | Jang Young-soo, 4Batter y Park Jae-hoo | Jang Young-soo, 4Batter, Park Jae-hoo y Glody | 3:09     |
| 2   |                                 | "Spider Lily" (Inst.)  | -                                      | Jang Young-soo, 4Batter, Park Jae-hoo y Glody | 3:09     |

## Producción
La serie también es conocida como Number of Times, Number of Cases to Go From Friends to Lovers, The Number Of Times A Friend Becomes A Lover, The Probability of Going From Friends to Lovers y From Friend to Lover.
Fue dirigida por Choi Sung-bum (최성범), quien contó con el apoyo del guionista Jo Seung-hee (조승희).
Parte de la filmación de la serie de televisión se hizo en la isla de Jeju.
El 20 de agosto de 2020 se anunció que la serie había sido uno de los dramas junto a To All the Guys Who Loved Me, Do Do Sol Sol La La Sol, Private Life, Start-Up y Run On, que habían detenido las filmaciones para que el elenco y el equipo se sometiera a pruebas debido a la pandemia de la COVID-19 como medida de prevención, ya que la actriz Kim Hee-jung había estado en contacto con el actor Kim Won-hae, quien recientemenete había dado positivo para COVID-19 luego de que un compañero de la obra Jjamppong contagiara a varios miembros. Un día después, el 21 de agosto del mismo año se anunció que Hee-jung había dado negativo para COVID-19.
El 12 de noviembre del mismo año se anunció que el actor Kim Dong-jun se había realizado la prueba del COVID-19 luego de estar en contacto con una persona con esta enfermedad, y que sus resultados habían dado negativo. Más tarde, el 15 del mismo mes, la JTBC anunció que siguiendo las pautas marcadas por el gobierno surcoreano con respecto a la prevención de infecciones, la cual establece que «las personas que estuvieron en contacto deben ponerse en cuarentena por un período de tiempo después de la exposición», la producción de los últimos episodios de la serie serían pospuestos hasta nuevo aviso. luego de entrar en contacto con una persona con COVID-19.

### Distribución internacional
La serie estará disponible en iQIYI con subtítulos en varios idiomas en el Sudeste Asiático, Taiwán, Hong Kong y Macao.